# Trung tâm Y tế thị trấn Trường Sa
Trung tâm Y tế thị trấn Trường Sa là một bệnh viện đa khoa nằm ở đảo Trường Sa của huyện đảo Trường Sa, Khánh Hòa.

## Quá trình hình thành
Tháng 2/1992, tổ quân y đầu tiên gồm 1 bác sỹ, 1 y sỹ và 1 y tá của Bệnh viện Quân y 175 đã nhận nhiệm vụ lên đường đến Trường Sa. Tổ quân y đã cùng các đơn vị tại chỗ thành lập và vận hành Bệnh xá đảo Trường Sa.
Ngày 25/5/2017, Trung tâm Y tế thị trấn Trường Sa được khánh thành. Công trình có giá trị hơn 30 tỷ đồng từ nguồn xã hội hóa và các đóng góp bằng trang thiết bị y tế do Báo Tuổi trẻ, Quân chủng Hải quân và Bệnh viện Quân y 175 cùng phát động.

## Đội ngũ cán bộ y tế và chuyên môn

### Đội ngũ cán bộ y tế
Bệnh viện Quân y 175 là đơn vị đảm nhận về chuyên môn cho trung tâm với đội ngũ y bác sỹ từ bệnh xá đảo Trường Sa trước đó và tăng cường thêm cán bộ y tế tạo nên bộ khung 12 cán bộ y tế (bao gồm bác sĩ, y sỹ, y tá, điều dưỡng, kỹ thuật viên gây mê hồi sức) tại trung tâm. Hằng năm, bệnh viện Quân y 175 có những đợt luân phiên cán bộ y tế từ đất liền ra trung tâm và ngược lại. Đoàn công tác gồm 6 bác sĩ, điều dưỡng, kỹ thuật viên tại các chuyên khoa của bệnh viện.

### Chuyên môn
- Cấp cứu[8].
- Nội khoa[4][8].
- Ngoại khoa[4][8].
- Phụ sản[4][8].
- Y học biển[4][8].

### Chuyển tuyến và hỗ trợ từ xa
Đối với các ca khó như: chấn thương sọ não, chấn thương cột sống do tai nạn lao động, viêm ruột thừa, chấn thương ngực kín..., bệnh xá sẽ nhận được sự chỉ đạo, hỗ trợ chuyên môn từ đất liền thông qua hệ thống Telemedicine kết nối với bệnh viện Quân y 175.
Đối với các ca bệnh nặng cần chuyển viện, bệnh viện Quân y 175 sẽ hỗ trợ chuyến bay cấp cứu bằng trực thăng về Thành phố Hồ Chí Minh để tiếp tục điều trị. Trong năm 2020, Bệnh viện Quân y 175 đã thực hiện 6 chuyến bay cấp cứu 8 bệnh nhân, đa số đều là những ca bệnh nặng.

## Cơ sở vật chất

### Hạ tầng
Trung tâm có 4 tầng và sân thượng cùng 30 giường với đầy đủ các phòng chức năng như phòng khám ngoại, phòng khám nội, phòng cấp cứu, phòng phẫu thuật, phòng sinh, phòng chụp X Quang, phòng xét nghiệm.... 
Sân thượng trung tâm được lắp đặt hệ thống năng lượng mặt trời để cấp điện, hệ thống hứng và tích nước mưa đảm bảo điện nước cho bệnh viện. Ngoài ra còn có bãi đáp trực thăng cấp cứu có thiết kế dạng khối hình "trống đồng", đảm bảo cấp cứu thông suốt từ các con tàu trong vùng đến trung tâm
Để đảm bảo phục vụ cho những cư dân vùng biển, ngoài các phòng chức năng của một bệnh viện như trong đất liền (cấp cứu, mổ, khám bệnh, chữa bệnh…), trung tâm này còn có thêm phòng điều áp nhằm điều tiết áp lực vốn rất cần thiết cho việc chữa trị các thợ lặn dưới đáy biển sâu...

### Trang thiết bị y tế
- Hệ thống y khoa trực tuyến Telemedicine - hệ thống truyền dữ liệu và hội chẩn từ xa - hội chẩn trực tuyến với các bệnh viện lớn (Bệnh viện Quân y 175, Bệnh viện Quân y 87,...)[11].
- Máy điện tim [14].
- Máy chụp X-quang kỹ thuật số[14][15].
- Máy siêu âm màu 4 chiều[14][15].
- Máy gây mê kèm thở[15].
- Hệ thống máy thở[5].